# Nobleford
Nobleford är en ort i Kanada.   Den ligger i provinsen Alberta, i den södra delen av landet, 2 800 km väster om huvudstaden Ottawa. Nobleford ligger 981 meter över havet och antalet invånare är 1 000.
Terrängen runt Nobleford är platt. Runt Nobleford är det glesbefolkat, med 10 invånare per kvadratkilometer.. Närmaste större samhälle är Picture Butte, 19,1 km öster om Nobleford.
Trakten runt Nobleford består till största delen av jordbruksmark.